# Muzenplein

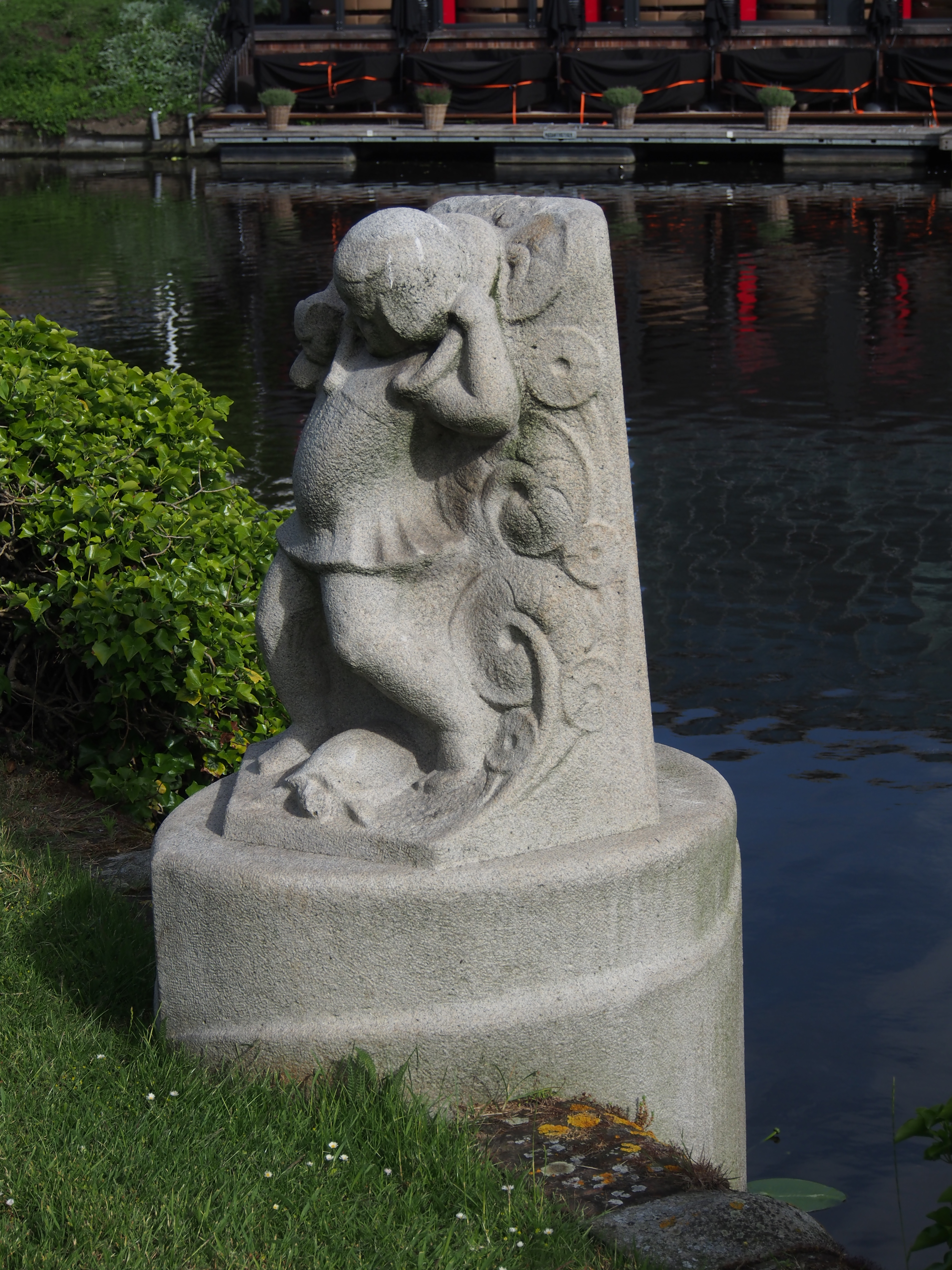
Meisje met kat op schouder

Het Muzenplein is een plein in Amsterdam-Zuid. Het plein past een gezamenlijk ontwerp van Hendrik Petrus Berlage en Piet Kramer voor de stadsontwikkeling van die wijk. Kramer had voor dit plein nog een klein plantsoen voor ogen, of dat er gekomen is, is onbekend. Het plein is eigenlijk een T-kruising.
Het plein ligt ten zuiden van het punt waar de Boerenwetering het Amstelkanaal kruist dat aan de westkant zich splitst in het Noorder Amstelkanaal en het Zuider Amstelkanaal. Hierdoor bevindt zich ten noorden van het plein een vijfsprong van grachten, bekend als De Kom. Het plein zelf vormt de overgang tussen de Churchill-laan via de Kinderbrug in het oosten en de Apollolaan via de Hildo Kropbrug in het westen. Vanuit het zuiden komt de Herman Heijermansweg (op de ontwerptekening nog Parnassuskade geheten) op het plein uit. Tegenover de noordwestzijde van het plein bevinden zich de Apollohal en het Apollo Hotel.
Het plein is bij een raadsbesluit van 30 september 1931 vernoemd naar de Muzen, in de Griekse mythologie de dochters van Zeus en de godinnen der kunsten en wetenschappen. Echter, de naam werd al eerder gebruikt. In de routebeschrijving van de marathon van de Olympische Spelen van 1928 komt de naam Muzenplein al voor.
Aan de noordoostzijde bevindt zich verdiept een klein rosarium (Kinderhof) met een aantal bankjes met uitzicht op de Kom.
De oever van dat parkje met De Kom wordt opgeluisterd door een negental beelden. In eerste instantie wilde de stad Hildo Krop hiervoor inschakelen, maar andere kunstenaars maakten bezwaar. Zij vonden de positie van Krop haast een monopoliepositie. Er kwam vervolgens een negental beelden van verschillende kunstenaars:
- Een kind met vis op de schouders van Marinus Vreugde
- Een meisje met bal van Hubert van Lith
- Een meisje met een kat op haar schouder van Louise Beijerman
- Een meisje met een kat en een vogel van Frits van Hall
- Een meisje met poppen van Willem IJzerdraat
- Een meisje met lam van Frans Werner
- Een meisje met een slakkenhuis van Theo Vos
- Een meisje met een hondje van Jaap Kaas
- Een kind met een bizonkop van Jan Trapman.

Twee van de beelden zijn "portretten" van Annemarie en Melisande Kramer, dochters van de architect.
Krop leverde overigens wel het grootste beeld aan de noordelijke rand van het plein, grenzend aan de Kinderbrug. Het werk draagt de titel De onbevangenheid der mensen tegenover het leven.